# 紐比 (伊利諾伊州)
紐比（英語：Newby）是位於美國伊利諾伊州科爾斯縣的一個非建制地區。該地的面積和人口皆未知。

## 地理
紐比的座標為39°26′27″N 88°19′05″W / 39.44083°N 88.31806°W，而該地的平均海拔高度為225米（即738英尺）。